# 格蘭奇維爾 (加利福尼亞州)
格蘭奇維爾（英語：Grangeville）是位於美國加利福尼亞州金斯縣的一個人口普查指定地區。

## 地理
格蘭奇維爾的座標為36°20′37″N 119°42′31″W / 36.34361°N 119.70861°W，而該地最高點為海拔高度76米（即249英尺）。

## 人口
根據2010年美國人口普查的數據，格蘭奇維爾的面積為1.657平方千米，當中陸地面積為1.657平方千米，而水域面積為0.000平方千米。當地共有人口469人，而人口密度為每平方千米283人。